# Rasra
Rasra là một thành phố và là nơi đặt ban đô thị (municipal board) của quận Ballia thuộc bang Uttar Pradesh, Ấn Độ.

## Địa lý
Rasra có vị trí 25°51′B 83°51′Đ / 25,85°B 83,85°Đ Nó có độ cao trung bình là 55 mét (180 feet).

## Nhân khẩu
Theo điều tra dân số năm 2001 của Ấn Độ, Rasra có dân số 29.263 người. Phái nam chiếm 52% tổng số dân và phái nữ chiếm 48%. Rasra có tỷ lệ 64% biết đọc biết viết, cao hơn tỷ lệ trung bình toàn quốc là 59,5%: tỷ lệ cho phái nam là 69%, và tỷ lệ cho phái nữ là 58%. Tại Rasra, 17% dân số nhỏ hơn 6 tuổi.